# Pulau Ayu
Pulau Ayu är en ö i Indonesien.   Den ligger i provinsen Papua Barat, i den östra delen av landet, 2 800 km öster om huvudstaden Jakarta. Arean är 6,0 kvadratkilometer.
Terrängen på Pulau Ayu är platt. Öns högsta punkt är 68 meter över havet. Den sträcker sig 3,4 kilometer i nord-sydlig riktning, och 3,8 kilometer i öst-västlig riktning.